# Zeal & Ardor
Zeal & Ardor — швейцарская авангард-метал группа, основанная в 2013 году и возглавляемая Мануэлем Ганье, швейцарско-американским музыкантом, который ранее создал чеймбер-поп проект Birdmask. В основе музыкального стиля группы лежит сочетание афроамериканских спиричуэлов с блэк-металом.
Изначально группа подписала контракт с MVKA Records в 2016 году в качестве сольного проекта и расширилась до полного состава, в который вошли Ганье на вокале и гитаре, бэк-вокалисты Денис Вагнер и Марк Обрист, гитарист Тициано Воланте, басист Миа Рафаэла Дье и барабанщик Марко фон Аллмен. Проект стартовал в Нью-Йорке, но в настоящее время базируется в Базеле, Швейцария.
Zeal & Ardor выпустила альбомы Devil Is Fine (2016), Stranger Fruit (2018), Zeal & Ardor (2022) и Greif (2024), а также демо-альбом Zeal and Ardor (2014). В 2020 году группа выпустила свой первый мини-альбом Wake of a Nation.

## История группы

### Образование

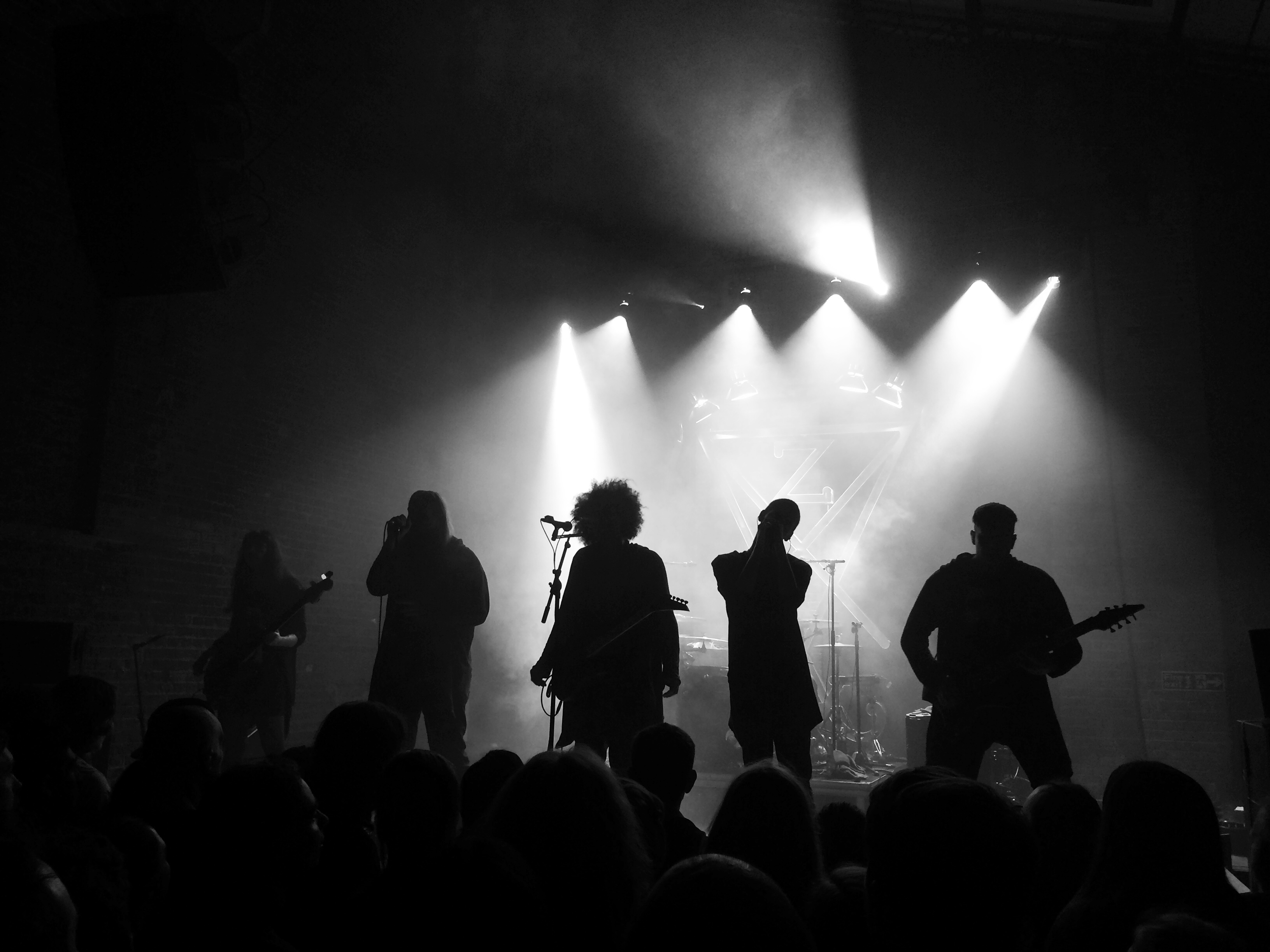
Zeal & Ardor в июне 2018 года.

Ганье родился в Базеле, Швейцария, в 1989 году в семье афроамериканки и гражданина Швейцарии. Оба родителя были музыкантами. Ганье научился игре на фортепиано в раннем возрасте. В детстве он часто слушал грайндкор, а также исполнителей техничного и мелодичного дэт-метала. Будучи подростком Мануэль играл в блэк-метал группе Hellelujah. После переезда в Нью-Йорк в 2012 году Ганье основал камерный поп проект Birdmask.
Мануэль разместил свою музыку группы Birdmask на имиджборде 4chan, ради того, как он сказал, «чтобы получить обратную связь, потому что они жестоко честны и им плевать на вас». Он просил пользователей двух музыкальных жанров объединить и создать песню за полчаса в качестве эксперимента по раскрытию его творческих возможностей. Один из пользователей предложил объединить элементы «блэк-метала», а другой предложил « негритянскую музыку»; в ответ Ганье основал Zeal & Ardor, в котором присутствуют как элементы блэк-метала, так и негритянские спиричуэлс. Среди других предложенных жанров были: «Афро- джент, пауэр-электроникс в слтиле Нашвилл и индастриал гранж». Позже Ганье заявил, что группа возникла из-за вопроса: «Что, если бы американские рабы приняли Сатану вместо Иисуса?».

### Одноимённый релиз иDevil Is Fine(2014—2016)
Первым релизом проекта стала работа над песней «A Spiritual», выпущенной на SoundCloud 13 декабря 2013 года. 
Ганье самостоятельно выпустил демо-альбом Zeal and Ardor на Bandcamp в июне 2014 года.
Официальный дебютный альбом проекта Devil Is Fine был впервые выпущен на Bandcamp 15 апреля 2016 года. Ганье самостоятельно написал и записал альбом.
В ноябре 2016 года группа была представлена в статье Bandcamp о блэк-экспериментальном металле. В июне 2016 года Rolling Stone включил Devil Is Fine в список «Лучших металлических альбомов 2016 года».

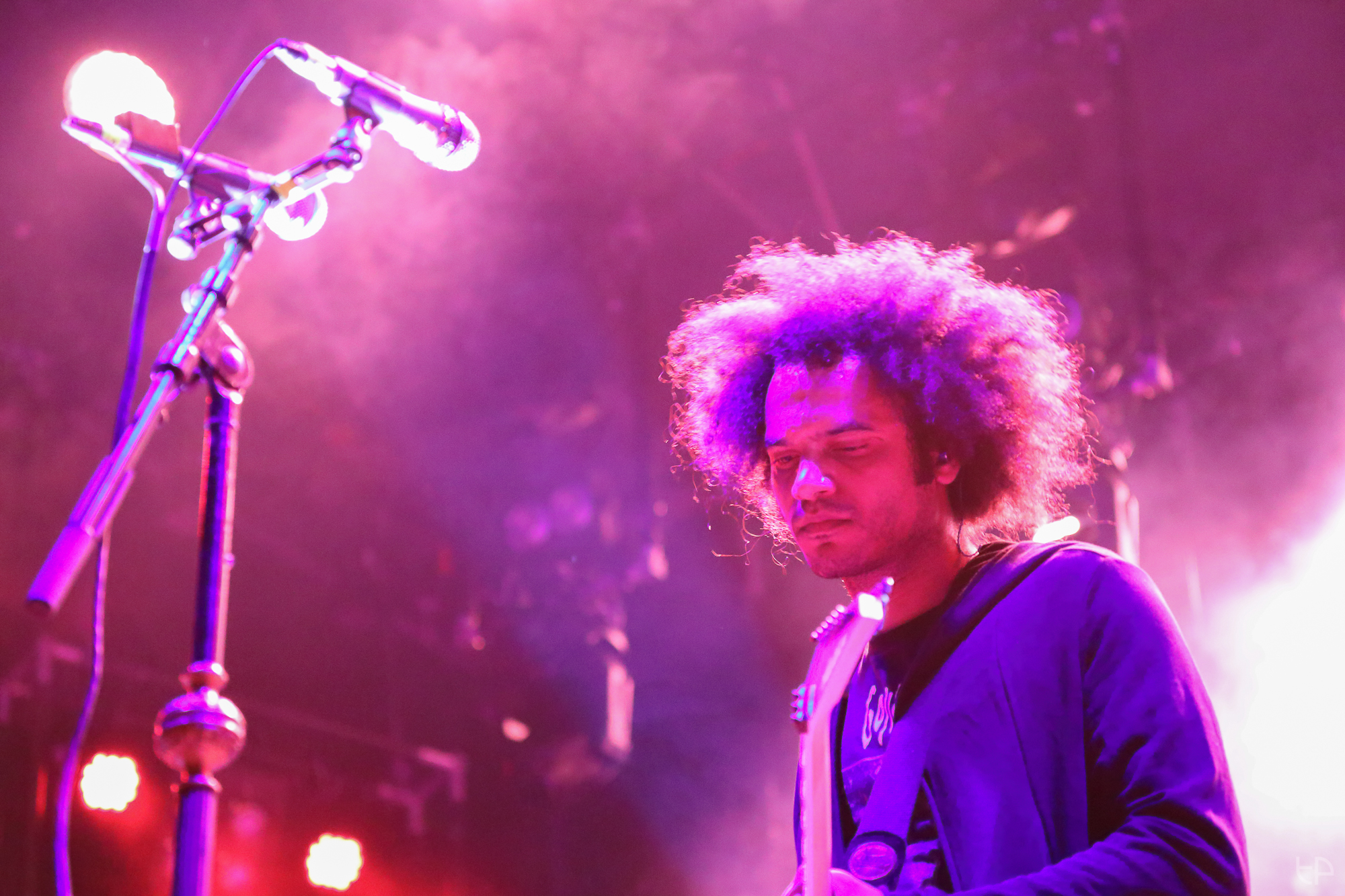
Вокалист и гитарист Мануэль Ганье

11 ноября 2016 года Ганье объявил о подписании контракта с британской звукозаписывающей компанией MVKA. Музыкальное видео на заглавный сингл «Devil Is Fine» было выпущено 15 декабря 2016 года. Второй сингл «Come On Down» был выпущен 16 января 2017 года.
MKVA переиздало Devil Is Fine 24 февраля 2017 года. Сингл занял 17-ю строчку в Schweizer Hitparade.

### Расширение до полноценной группы иStranger Fruit(2017—2019)
В 2017 году к проекту присоединились бэк-вокалисты Денис Вагнер и Марк Обрист, гитарист Тициано Воланте, басист Миа Рафаэла Дье и барабанщик Марко фон Аллмен. Ганье сформировал полную группу после того, как промоутер Уолтер Хоймейкерс попросил его сыграть на фестивале Roadburn. Группа сделала два вступительных выступления для концертов Prophets of Rage в Лондоне и Германии в 2017 году.

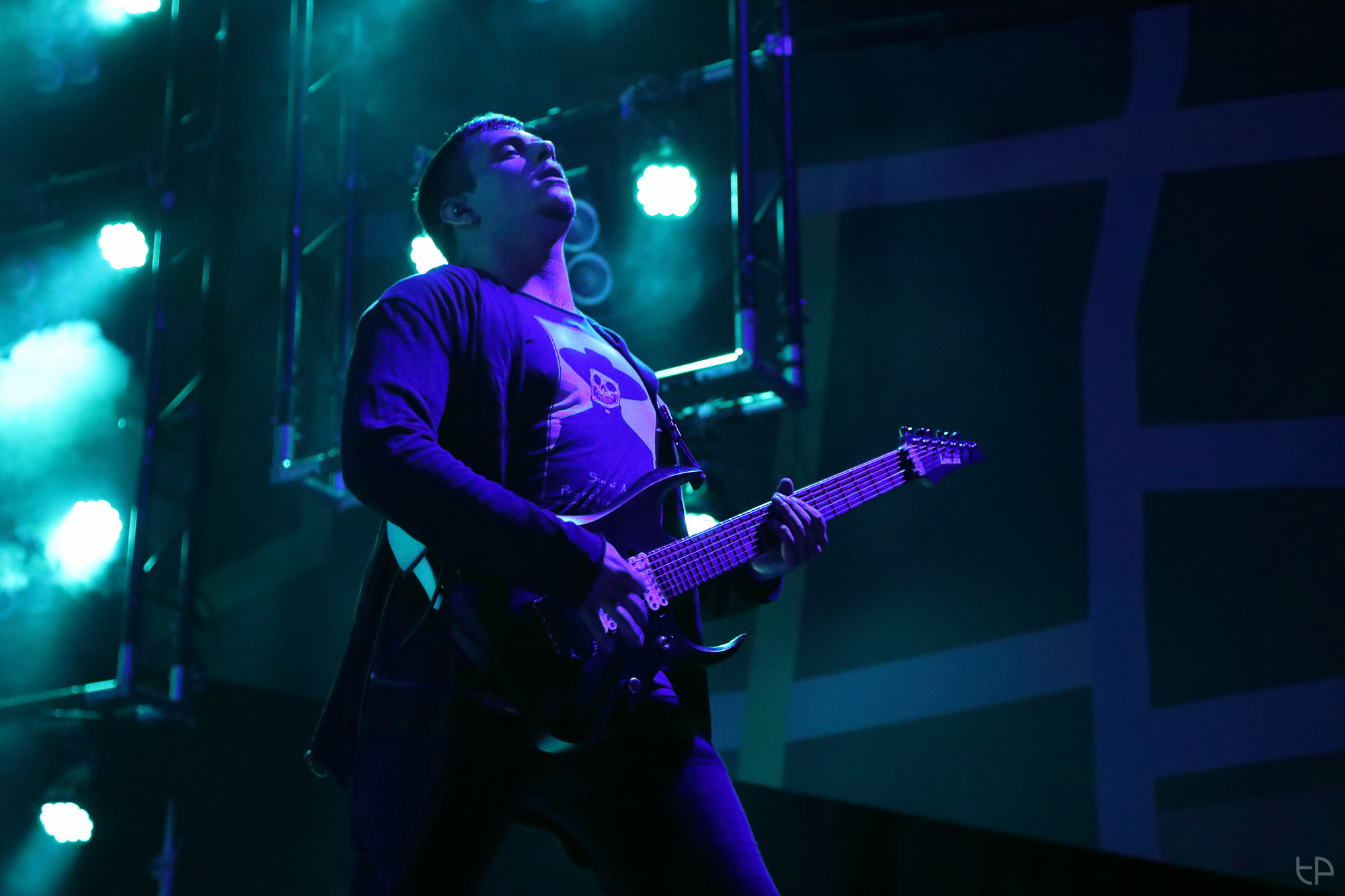
Гитарист Тициано Воланте

Zeal & Ardor предлагали уникальную скидку на товары во время своих шоу в 2018 году, фанаты могли получить бесплатные товары, если они сделают клеймо логотипа группы на свой коже. Восемь человек приняли предложение. Ганье, в свою очередь, ответил: «Намерение состояло в том, чтобы никто никогда этого не сделал. Потому что в этом и есть вся суть: вам не нужен бренд. Если нужен, то вы просто идиот, который следит за вами, а не думает о себе. Если они хотят подчеркнуть мое заявление, меня это устраивает. Но восьми человек вполне достаточно. Если они не понимают символики, давайте не будем их поощрять».
Следующий альбом Stranger Fruit вышел 8 июня 2018 года. Ему предшествовали синглы «Gravedigger’s Chant», «Waste», и «Built On Ashes».
В июне 2018 года песня группы «Devil Is Fine» из альбома Devil Is Fine была показана в трейлере к готовящейся к выходу видеоигре The Division 2. В феврале 2019 года группа анонсировала "Live in London ", концертный альбом, который был выпущен 22 марта 2019 года.

### Wake of a NationиZeal & Ardor(2020 — настоящее время)
В сентябре и октябре 2020 года группа выпустила пять из шести песен со своего первого EP Wake of a Nation, который был анонсирован вместе с первыми двумя синглами. Выход мини-альбома намечен на 23 октября того же года. Ганье написал песни в ответ на убийство Джорджа Флойда в начале 2020 года. Ганье объяснил EP в анонсе:

Цель и контекст EP «Wake Of A Nation» должны быть очевидны. Мне нравится упиваться двусмысленностью и простором для интерпретации. В данном случае дело обстоит иначе. Данные 6 песен — резкая реакция на то, что случилось с людьми за последние месяцы. Изначально я собирался записать альбом, который должен был выйти в следующем году. Поскольку эти песни были написаны из-за ужасных событий, которые их породили, я решил выпустить мини-альбом как можно скорее. Используя богатое наследие и культуру как часть своей музыкальной идентичности, я чувствовал что трусость — это сидеть сложа руки и продолжать свой распорядок дня, как будто ничего и не произошло. Этот альбом посвящен Майклу Брауну, Эрику Гарнеру, Джорджу Флойду и бесчисленному количеству невыразимых и безымянно убитых. Это для храбрых душ, желающих встать на ноги и готовых рискнуть своим собственным благополучием ради других.
Оригинальный текст (англ.)‘Wake Of A Nation‘’s intent and context should be obvious. I like to revel in ambiguity and in room for interpretation. This is not the case here. These 6 songs are a knee jerk reaction to what has happened to my fellow people in the last months. Originally I was set to record an album scheduled to come out next year. As these songs were written due to the horrendous events that instilled them I decided to release them as soon as possible. Using the rich heritage and culture as a part of my musical identity it felt like cowardice to sit by and continue with my routine as if nothing happened. This record is for Michael Brown, Eric Garner, George Floyd and the countless untold and nameless killed. It is for the brave souls willing to take a stand and ready to risk their own wellbeing so that others may have theirs intact.

25 мая 2021 года группа выпустила первый сингл «Run» со своего будущего одноимённого третьего студийного альбома.

### Туры и выступления на фестивалях
В июне 2018 года группа анонсировала тур по Северной Америке при поддержке группы Astronoid, а также сольный тур по Европе. В 2019 году они гастролировали в поддержку групп Baroness и Deafheaven.
Zeal & Ardor выступили на джазовом фестивале в Монтрё в 2018 году. Впоследствии они выступали на других фестивалях, в том числе на Download Festival, Lowlands, by: Larm, Musilac Music Festival, Primavera Sound, Wacken Open Air, Hellfest, Graspop Metal Meeting, Le Guess Who?, Copenhell, Eurosonic Noorderslag, Devilstone Open Air, на фестивалях в Рединге и Лидсе, и прочих.

## Музыкальный стиль
В первом альбоме присутствовали элементы соула, мелодичного дэт-метала, блэк-метала, дельта-блюза, фолка, госпела, а также элементов джаза и лоу-фай. Несколько инструментальных треков включают в себя электронную музыку и драм-н-бейс. Группа часто использует тремоло гитару и бласт-биты.
Второй альбом сохраняет многие элементы первого, включая авангардный металл, пост-блэк-метал и элементы мотаунской музыки и блюза.
На группу повлияли такие исполнители, как Mayhem, Burzum, Darkthrone, Венди Карлос и Том Уэйтс, а также ню-метал группы, такие как Deftones и Limp Bizkit, которые, по словам Гагне, являются его «постыдным удовольствием». Ганье также перечислил писателей Филипа К. Дика и Октавию Батлер как авторов, оказавших влияние на его музыку.

## Участники группы

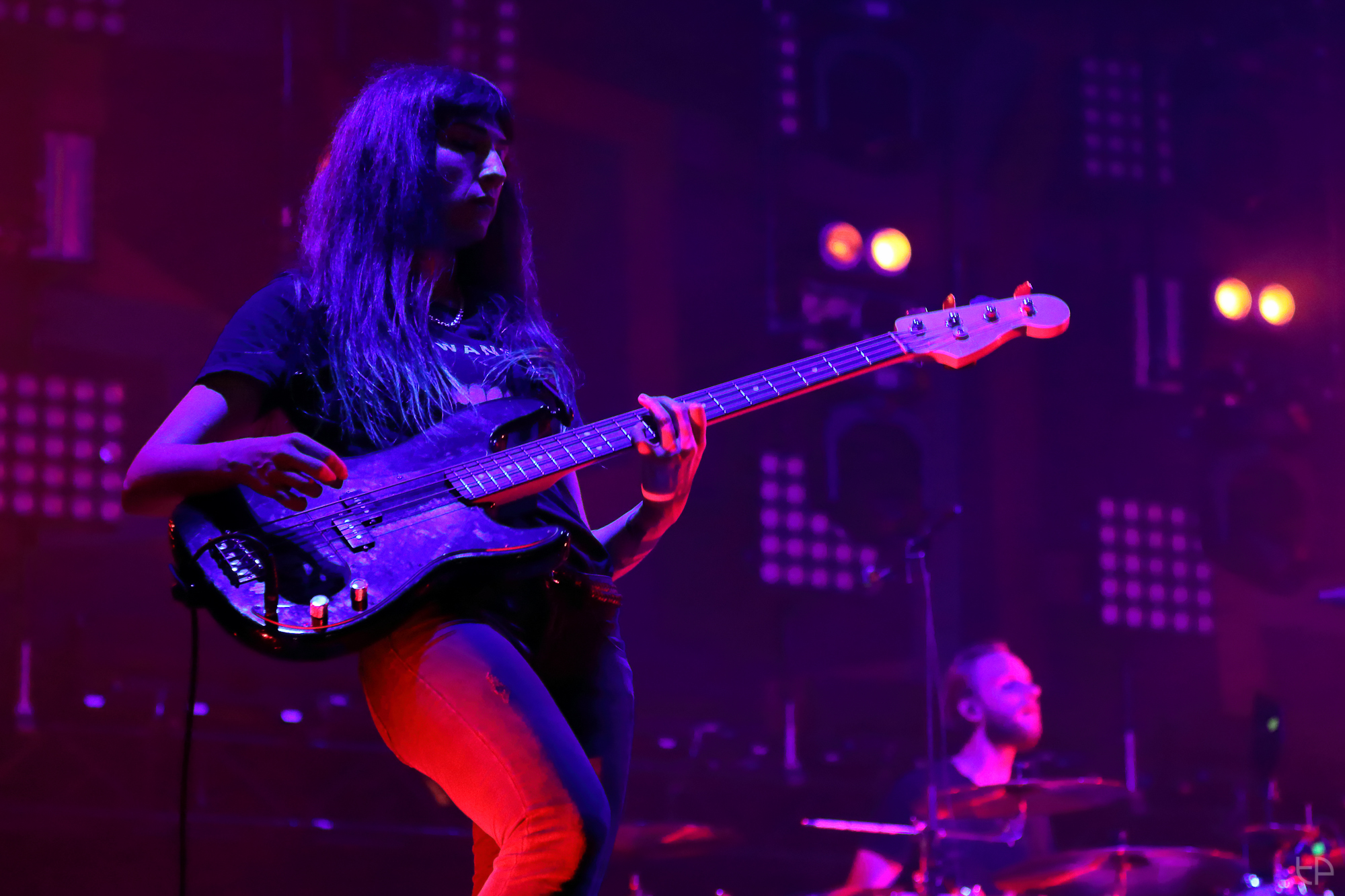
Басист Миа Рафаэла Дье

- Мануэль Ганье — вокал, соло-гитара, ритм-гитара, синтезатор, программирование (2013 — настоящее время)
- Денис Вагнер — бэк-вокал (2017 — настоящее время)
- Марк Обрист — бэк-вокал (2017 — настоящее время)
- Тициано Воланте — ритм-гитара, соло-гитара (2017 — настоящее время)
- Миа Рафаэла Дье — бас (2017 — настоящее время)
- Марко фон Аллмен — ударные (2017 — настоящее время)

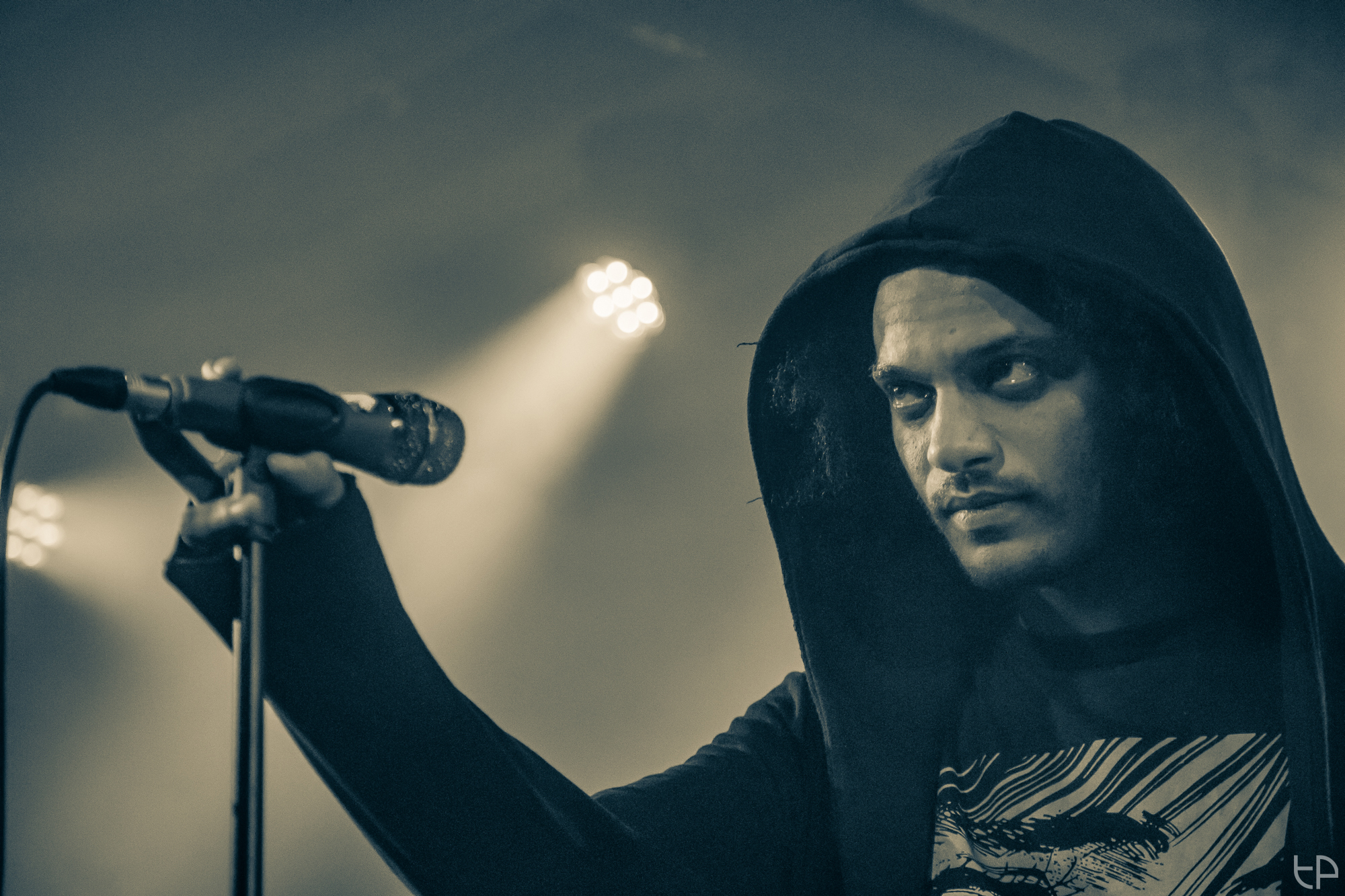
Ганье в 2017 году

## Дискография

### Альбомы
| 2014                                                                                        | Zeal and Ardor | -  | -  | -   | -  | -  | - | -  |
| 2016                                                                                        | Devil is fine  | 17 | -  | -   | -  | -  | - | -  |
| 2018                                                                                        | Stranger Fruit | 2  | 27 | 112 | 15 | 24 | 3 | 30 |
| 2022                                                                                        | Zeal & Ardor   | 5  | 27 | -   | -  | -  | - | -  |
| 2024                                                                                        | Greif          | 6  | 31 | 44  | -  | -  | - | 30 |
| «-» обозначает альбом, которая не попала в чарты или не была выпущена на территории страны. |                |    |    |     |    |    |   |    |

### Концертные альбомы
- Live In Montreux (2018)[80]
- Live in London (2019)

### Мини-альбомы
| Год  | Название         |
| ---- | ---------------- |
| 2020 | Wake of a Nation |

### Синглы
- «Devil Is Fine» (2016)
- «Come On Down» (2017)
- «Baphomet» (2017)
- "Gravedigger’s Chant (2018)
- «Waste» (2018)
- «Built On Ashes» (2018)
- «You Ain’t Coming Back» (2018)
- «I Can’t Breathe» (2020)
- «Vigil» (2020)
- «Tuskegee» (2020)
- «Trust No One» (2020)
- «Wake of a Nation» (2020)
- «Run» (2021)

### Другие выступления
- «Last Coat of Paint» — LP The Needle Drop (2019)
- «We Can’t Be Found (Live 2018)» — Live At Wacken 2018: 29 Years Louder Than Hell (2019)
- «Footsteps at the Pond (Zeal & Ardor remix)» — в Panorama Remixed, La Dispute (2019)[81]

## Награды и номинации
| Год  | Награда                               | Категория                 | Результат |
| ---- | ------------------------------------- | ------------------------- | --------- |
| 2017 | Basler Pop-Preis                      | Basler Pop-Preis, Жюри    | Победа    |
| 2017 | Награды Heavy Music Awards            | Лучшая прорывная группа   | Номинация |
| 2017 | Loudwire Music Awards                 | Лучший новый артист       | Номинация |
| 2017 | Награды «Золотые боги» в Metal Hammer | Лучшая новая группа       | Номинация |
| 2018 | Швейцарская музыкальная премия        | Лучшее живое выступление  | Номинация |
| 2018 | AIM Independent Music Awards          | Международный прорыв года | Номинация |
| 2020 | Basler Pop-Preis                      | Basler Pop-Preis, Жюри    | Победа    |